# Wuling de Zhao
 (avril 2021).
Si vous disposez d'ouvrages ou d'articles de référence ou si vous connaissez des sites web de qualité traitant du thème abordé ici, merci de compléter l'article en donnant les références utiles à sa vérifiabilité et en les liant à la section « Notes et références ».
Wuling de Zhao (chinois traditionnel: 趙武靈王, chinois simplifié: 赵武灵王) (mort en 295 av. J.C., régna en 325 – 299 av. J.C.) était un souverain de l'État de Zhao pendant la Période des Royaumes combattants de l'histoire chinoise. Son règne fut célèbre pour un événement important: les réformes consistant à "porter la tenue Hu (style) et tirer à cheval (au combat)" (chinois simplifié: 胡服骑射, chinois traditionnel: 胡服騎射) Il a été crédité pour la mise en œuvre d'une tenue de protection lors d'événements et de procédures militaires.
Probablement le fils de Zhao Suhou (Marquis Su de Zhao, chinois simplifié: 赵肃侯), le roi Wuling de Zhao est monté sur le trône à 325 av. J.C., à peu près à mi-chemin dans la période des États en guerre. Son règne a coïncidé avec l'apparition de plusieurs autres personnages notables dans les États en guerre. Il fut également le premier dirigeant de Zhao à se qualifier de "roi" (王), mais annula plus tard la décision. Il recevrait plus tard le titre dans le cadre de son nom posthume.

## Régner et réformes
Pendant les premières années de son règne, le royaume de Zhao a été constamment harcelé par les Donghu, les Linhu (chinois simplifié et traditionnel: 林胡), les Loufan (chinois simplifié: 楼烦) et les Beidi, toutes tribus nomades d'élevage. Cela aurait pu être l'inspiration de ses réformes ultérieures. Sur un autre plan, Wuling lui-même avait été humilié après une grande défaite contre Qin. Auparavant, pendant 325-323 av. J.C., lui, avec les soverains de Han, Wei, Yan et Zhongshan, s'était déclaré roi. Cependant, en 318 av. J.C., Zhao a subi une grande défaite entre les mains de Qin, ce qui a amené Wuling à penser que puisqu'il n'avait pas le pouvoir d'un roi, il ne devrait pas utiliser le titre.
En 307 av. J.C., Wuling a commencé ses réformes. Essentiellement militaires, ils se sont efforcés de rendre l'armée plus adaptée aux batailles. Jusque-là, les commandants de Zhao à cheval portaient toujours des robes et une tenue de cour normale. Wuling a ordonné à tous les commandants, y compris toute la cour et l'armée, d'adopter le style vestimentaire Hu: pantalon, ceinture, bottes, bonnets de fourrure et vêtements en fourrure. Il créa une division de cavalerie dans l'armée et les entraîna non seulement à la charge de cavalerie, mais aussi au tir à l'arc à cheval.
Alors que de nombreux réformistes et fonctionnaires ont soutenu les réformes, les considérant comme un moyen de grandeur et de pouvoir, les membres conservateurs de la famille royale tels que l'oncle de Zhao Wuling, Seigneur Cheng (chinois simplifié et traditionnel: 公子成) ne l'aimaient pas, affirmant qu'il ne devrait pas y avoir toute "Copie de vêtements barbares et changement d'anciennes règles" (chinois simplifié: 不该 "袭远方之服, 变古之教"). Seigneur Cheng est même allé jusqu'à s'absenter du tribunal.
Wuling a fait beaucoup pour contrôler l'opposition. Il a dit: "Il n'y a pas qu'une seule façon de gouverner le monde, et il n'est pas non plus nécessaire de copier l'ancien au profit du pays" (chinois simplifié: "理世不必一道, 便国不必法古") et "Ceux qui utilisent l'ancien pour définir le nouveau n'apporte pas de changement" (chinois simplifié: "以古制今者, 不达于事之变"). Il portait des vêtements "barbares" sur le court et persuadait les autres de faire de même. Il a même rendu visite à Seigneur Cheng et lui a donné un costume des vêtements du peuple Hu. Finalement, Seigneur Cheng a cédé et la controverse s'est arrêtée.
Les réformes de Wuling ont considérablement amélioré la capacité de combat de l'armée de Zhao. La même année, les Zhao ont attaqué l'état du peuple Hu de Zhongshan et ont pris plusieurs villes. En 306 av. J.C. l'armée de Zhao a lancé des expéditions dans les territoires de Wuhu dans le nord. L'expédition du nord a été très réussie: les rois du Loufan et de Linhu se sont rendus et leurs territoires sont devenus administrés par un gouverneur de Dai. L'année suivante, des parties de Zhongshan ont été annexées. En 304 av. J.C. le cours supérieur du fleuve jaune a été envahi et pris aux tribus Hu comme le Hezong (chinois simplifié et traditionnel: 河宗氏) et le Xiu (chinois simplifié et traditionnel: 休). Dans les régions conquises, le roi Wuling créa deux préfectures en 302 av. J.C. - Yunzhong Commanderie (chinois simplifié: 云中) et Jiuyan. En un peu plus de cinq ans, Zhao Wuling avait étendu son pays jusqu'à la frontière avec les Yan, le cours supérieur du fleuve Jaune et vers le nord, et avait contraint deux chefs tribaux, les rois Loufan et Linhu, à se rendre. Le roi Wuling prit le contrôle de leurs armées et les ajouta à son armée, créant des divisions supplémentaires entièrement composées de guerriers nomades indigènes et robustes.

## Abdication et mort
En 299 av. J.C., Zhao Wuling, peut-être fatigué de tout ce qu'il avait fait et souhaitant s'impliquer davantage dans les affaires militaires que dans les affaires politiques, abdiqua et donna le trône de Zhao à son fils cadet, Zhao He (chinois simplifié: 赵何) qui devait devenir le roi Huiwen de Zhao (chinois simplifié: 赵惠文王). l se faisait appeler le "Seigneur Père" (chinois simplifié et traditionnel: 主父), utilisant son nouveau titre pour visiter les pays voisins, en particulier le Qin, qu'il visitait secrètement. Il a vécu assez longtemps pour voir l'annexion du Zhongshan par le Zhao en 296 av. J.C.
En 295 av. J.C., le fils aîné de Wuling, Zhao Zhang (chinois simplifié: 赵章) s'est rebellé contre le roi Huiwen et a perdu. Il s'est échappé au palais de Shaqiu (chinois simplifié et traditionnel: 沙丘), où Zhao Wuling a eu pitié de lui et l'a gardé dans son palais.
Le premier ministre Seigneur Cheng, l'oncle de Wuling, et son subordonné Seigneur Fengyang (chinois simplifié: 奉阳君), également connu sous le nom de Li Yu (chinois simplifié et traditionnel: 李兌) ont assiégé le palais, ne permettant ni nourriture ni eau à être fourni aux habitants à l'intérieur. En désespoir de cause, le roi Wuling ordonna de tuer Zhang, mais les assiégeants ne se retirèrent toujours pas. Ainsi, après 100 jours, le roi Wuling mourut de faim. Lorsque le siège fut finalement levé, le corps du roi Wuling était déjà pourri et plein de vers, une fin pitoyable pour un tel roi.